# Hydrocanthus sicarius
Hydrocanthus sicarius is een keversoort uit de familie diksprietwaterkevers (Noteridae). De wetenschappelijke naam van de soort werd in 1947 gepubliceerd door Félix Guignot.